# アドルフ・ズコール
アドルフ・ズコール(Adolph Zukor、1873年1月7日 – 1976年6月10日)は、 オーストリア＝ハンガリー帝国で生まれたアメリカの映画プロデューサーである。パラマウント映画を創設した三人の内の一人である。アドルフ・ズーカーの名前でも知られている。ズコールは1913年アメリカ初の長編映画『ゼンダ城の虜』を製作した。

## 生涯

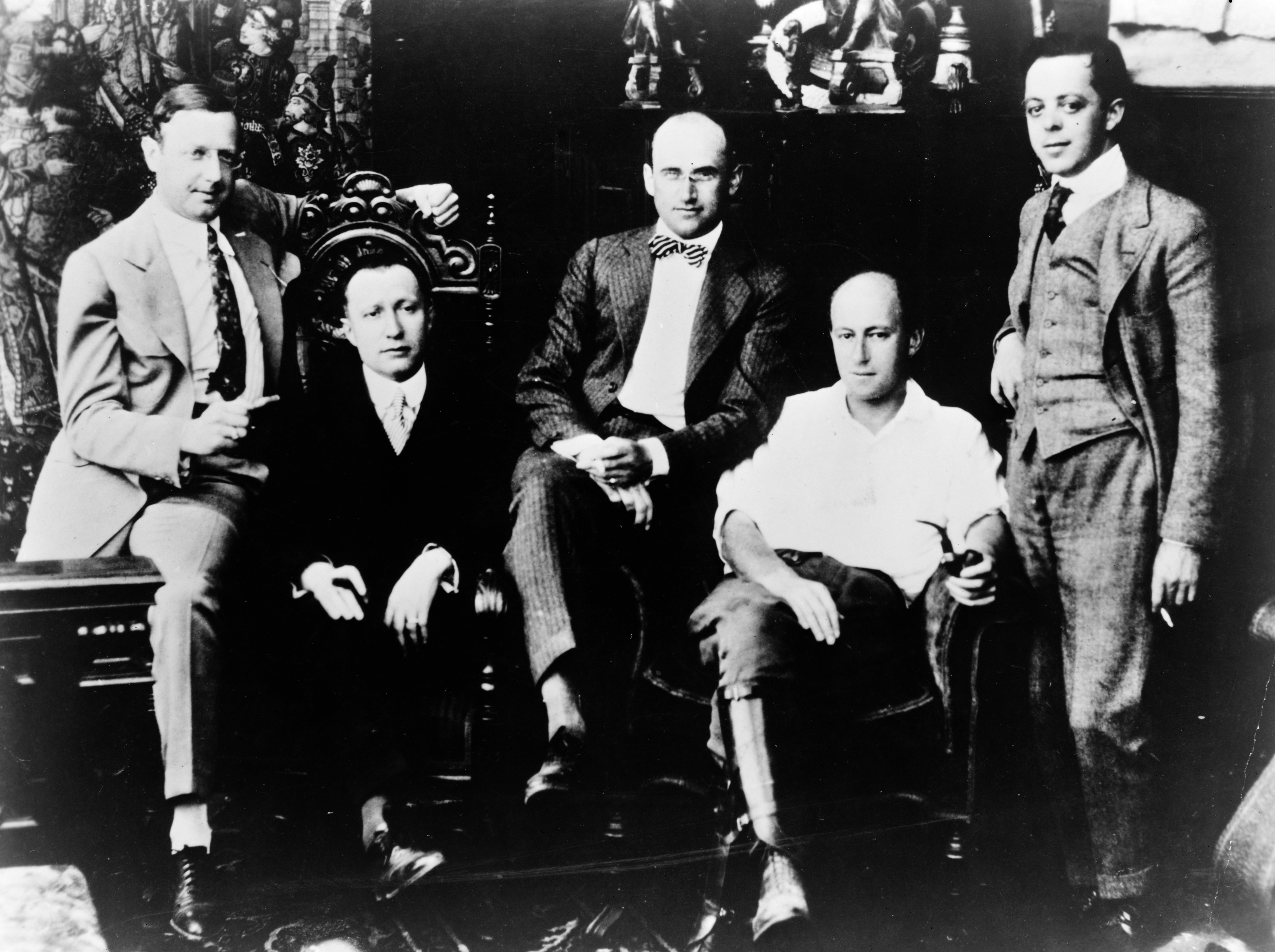
左から二人目がズコール（1916年）

ズコールは貧しいハンガリーのユダヤ系家族に生まれた。1889年、16歳の時、アドルフは米国に移住し、当初、掃除や職人仕事でなんとか食いつないでいた。1892年に彼はシカゴで毛皮の取引を開始し、2年後には25人の従業員を持つ事業にまで成長させた。
ズコールが映画ビジネスとの接点を持つようになった時、彼はすでに世間から認められ、十分に従業員へ給料を支払っている起業家であり、映画プロデューサーのルイス・B・メイヤーの決まり文句とは対照的に、エレガントで教育を受けたフレンドリーな人柄だった。1903年、従兄弟の一人が彼にゲームセンターを開業したいので資金を出してほしいと懇願してきた。従兄弟は、そこでトーマス・エジソンの最新の発明である動画を見世物にしたいと考えていた。ズコールは従兄弟にお金を出すだけでなく、彼と一緒に「映画館」を開き、すぐに最初のニコロデオン(セント劇場)に投資したのである。
1912年、ズコールは、ダニエル・フロマン(en:Daniel Frohman)とともに、ズコールは映画の配給会社フェイマス・プレイヤーズ（後にパラマウント映画に改称）を設立し、有名なサラ・ベルナールを主役にした映画「Les amours de la reineÉlisabeth」(エリザベス女王)を配給した。この映画は上映時間がわずか40分であるが、これまでに米国で上映された最初の長編映画と見なされている。最も有名なアメリカの演劇俳優をスクリーンに登場させることを目的としたフロマンと一緒に、彼は1914年に最初のアメリカの長編映画「ゼンダの虜」を制作した。
壮観な演出と多額の資金を投入した映画は大成功を収め、これにズコールが製作を手掛けた「モンテ・クリスト伯」、「ダーバイル家のテス」、「シーク」、「幌馬車」といった映画が続いた。
ズコールは、観客の好みを読み(彼の最も有名なセリフは「観客は決して間違えない」である)、俳優を見出し、スターに育て上げることについては達人の域に達していた(例:メアリー・ピックフォード、ルドルフ・バレンチノ、クララ・ボウ)。ズコールは、映画の製作、配給、上映を1つの会社で手掛けることにより、映画ビジネスに革命をもたらした。
パラマウントが1933年に財政破綻で破産を宣告された時、彼は一時的に会社を辞任したが、1936年にバーニー・バラバンが新しい代表に就任した時、彼は取締役会長に復帰した。二人は、1964年、「ローマ帝国の滅亡」の不評でバラバンがその地位を失うまで、28年間に渡り一緒に仕事をした。ズコールは103歳で死ぬまでパラマウントの理事会に留まった。
1949年、ズコーは「アメリカの長編映画の父」としてアカデミー名誉賞を受賞している。ハリウッドのウォーク・オブ・フェームには彼の名を刻んだスターが残されている。彼は、フリーメイソン（Centennial Lodge No. 763、ニューヨーク）の一員だった。

## 映画作品 (抜粋)

### 製作
| 年度 | タイトル       | 監督                             |
| ---- | -------------- | -------------------------------- |
| 1924 | ピーターパン   | ハーバート・ブレノン             |
| 1926 | ボー・ジェスト | ハーバート・ブレノン             |
| 1927 | つばさ         | ウィリアム・A・ウェルマン        |
| 1928 | 紐育の波止場   | ジョセフ・フォン・スタンバーグ   |
| 1928 | 結婚行進曲     | エリッヒ・フォン・シュトロハイム |

### 俳優
| 年   | タイトル             | 役         | 注             |
| ---- | -------------------- | ---------- | -------------- |
| 1929 | アメリカ娘に栄光あれ | 彼自身の役 | クレジットなし |